# Georges Dubois
Georges Dubois (1865-1934) fue un escultor de Francia.

## Vida y obras
Obtuvo una medalla de plata en la competición de escultura de los Juegos Olímpicos de Estocolmo del año 1912. Fue superado por el estadounidense Walter Winans (oro). Presentó la obra titulada "Entrance to a Modern Stadium", el modelo para una entrada a un estadio moderno.
Sus restos reposan en el cementerio de  Montrouge, bajo una impresionante alegoría de la muerte tallada en piedra. En el mismo cementerio se encuentra una de las obras del escultor: la tumba del maestro de esgrima Alphonse Kirchhoffer (1873-1913) :especialista en florete,medalla de plata en los Juegos Olímpicos de París 1900. Originalmente la tumba, además del relieve, estaba coronada con un busto, actualmente desaparecido.